# مساحة وفيرة متاحة
مساحة وفيرة متاحة (بالإنجليزية: Abundant Acreage Available)‏ هو فيلم درامي رومانسي أمريكي صدر عام 2017. من تأليف وإخراج أنجوس ماكلاكلان. تلعب أيمي رايان وتيري كيني دور البطولة كأخوين.

## القصة
مزارعا التبغ في نورث كارولينا جيسي وتريسي ليدبيتر في حداد على وفاة والدهما. قريباً، أدى الوصول غير المتوقع لثلاثة رجال غامضين إلى إطلاق سلسلة من الأحداث التي ستغير حياتهم إلى الأبد.

## الممثلون
- ايمي رايان في دور تريسي ليدبيتر
- تيري كيني في دور جيسي ليدبيتر
- ماكس جيل في دور هانز
- فرانسيس جينان في دور توم
- ستيف كولتر في دور تشارلز

## وصلات خارجية
- مساحة وفيرة متاحة على موقع IMDb (الإنجليزية)
- مساحة وفيرة متاحة على موقع روتن توميتوز (الإنجليزية)
- مساحة وفيرة متاحة على موقع فيلمافينيتي (الإسبانية)
- مساحة وفيرة متاحة على موقع قاعدة بيانات الفيلم (الإنجليزية)
- مساحة وفيرة متاحة على موقع ليتربوكسد (الإنجليزية)
- مساحة وفيرة متاحة على موقع كينوبويسك (الروسية)